# Don't Bother Me
Don't Bother Me è un brano musicale composto da George Harrison ed eseguito dai Beatles. È stato inserito come quarta traccia nel secondo album del quartetto di Liverpool, With the Beatles, pubblicato nel 1963. Si tratta della prima canzone composta da George Harrison, che ne è anche l'interprete come voce solista.
La canzone fu composta nell'estate del 1963 e registrata nel mese di settembre per essere pubblicata per la prima volta nel Regno Unito, con l'album With the Beatles, il 22 novembre dello stesso anno.

## Il brano
Harrison scrisse la canzone mentre era a letto malato in una stanza di hotel a Bournemouth, Inghilterra, dove i Beatles stavano facendo una serie di concerti nell'estate del 1963. Considerò la composizione come un esercizio per vedere se era in grado di scrivere una canzone, a posteriori disse: «perlomeno mi fece capire che tutto quello che dovevo fare era esercitarmi, e poi forse sarei riuscito a comporre qualcosa di buono». In precedenza Harrison era già stato accreditato tra gli autori in due pezzi degli inizi, In Spite of All the Danger (McCartney/Harrison) e Cry for a Shadow (Harrison/Lennon). Entrambi erano stati registrati dai Beatles ma nessuno venne mai pubblicato dalla band fino all'uscita postuma nel 1995 della compilation Anthology 1. Tuttavia, poiché il primo era in larga parte di McCartney (Harrison contribuì solo suonando l'assolo di chitarra nella traccia) e il secondo uno strumentale ispirato ai The Shadows, Don't Bother Me è considerata la prima vera canzone composta da George Harrison. Harrison non tenne mai in grande considerazione la traccia, non la menzionò nemmeno nella sua autobiografia I, Me, Mine dove invece prende in esame ogni sua composizione nei Beatles. I Beatles non suonarono mai Don't Bother Me dal vivo, ma fu inclusa nella colonna sonora del film A Hard's Day's Night nel 1964.

## Formazione
- George Harrison - voce, chitarra
- John Lennon - cori, chitarra ritmica
- Paul McCartney - cori, basso elettrico
- Ringo Starr - batteria, bongo